# Sentier Kapor
Le sentier Kapor est un sentier de randonnée français situé à La Réunion, sur le territoire de la commune de Sainte-Rose. Protégé au sein du parc national de La Réunion, il permet d'approcher le piton Kapor en parcourant l'Enclos Fouqué.